# Ponte Binacional Wilson Pinheiro

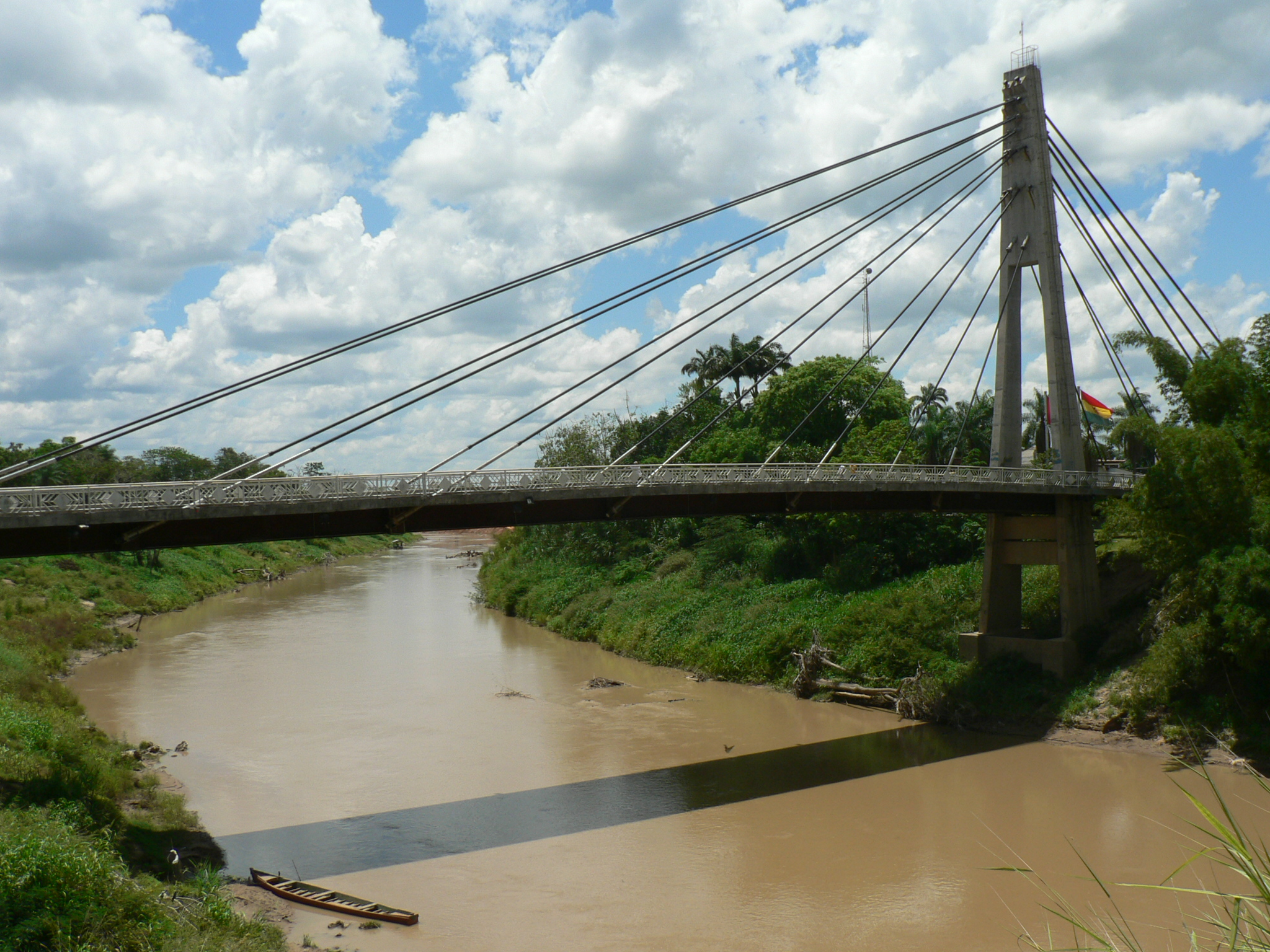
Die Brücke über den Rio Acre

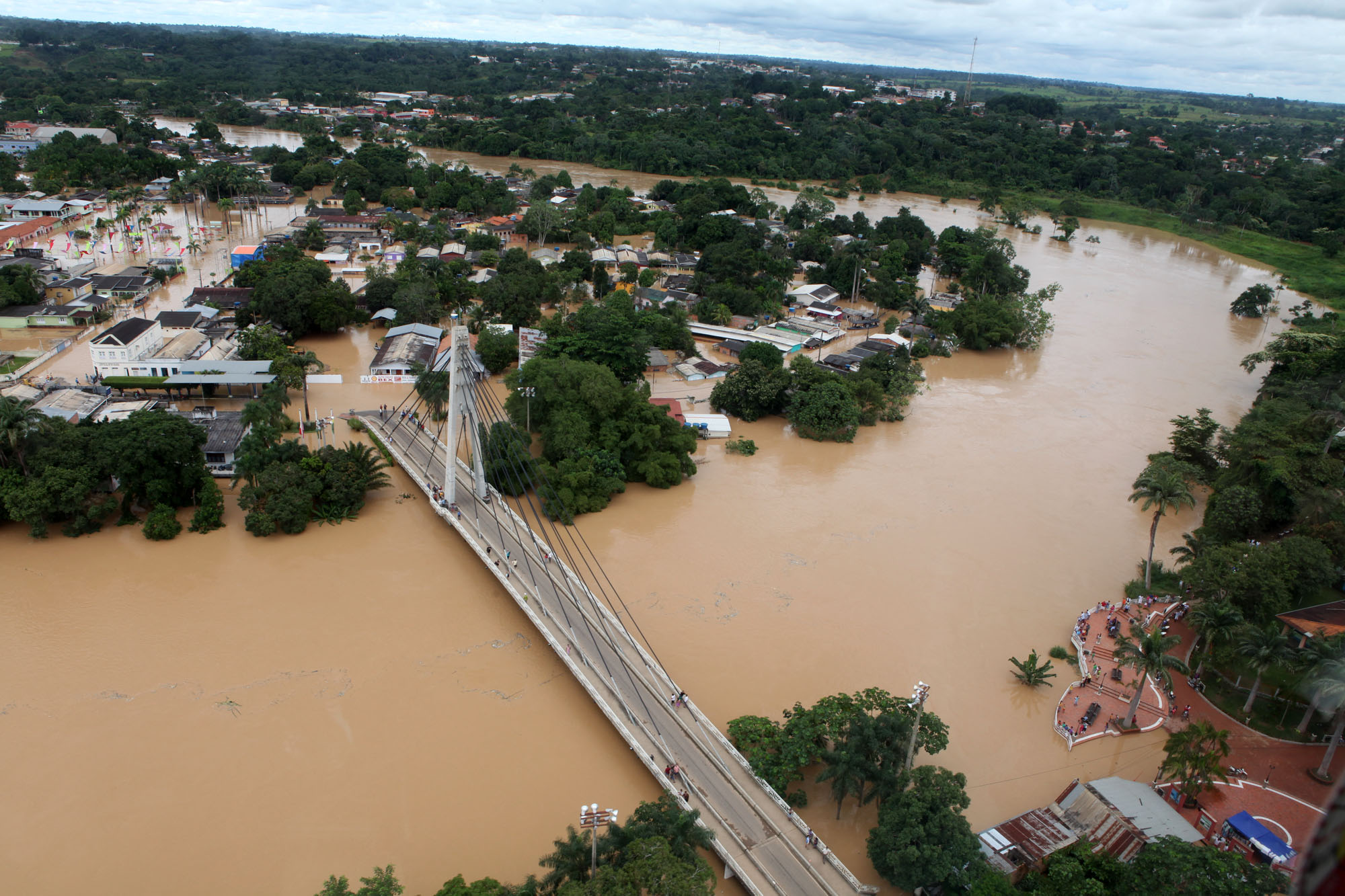
Hochwasser 2012 in Brasiléia

Die Ponte Binacional Wilson Pinheiro (in Bolivien: Puente de la Amistad, Brücke der Freundschaft) ist eine internationale Brücke, die die Stadt Brasiléia im brasilianischen Bundesstaat Acre mit der Stadt Cobija im bolivianischen Departamento Pando verbindet. Die Brücke überquert den Rio Acre und wurde nach einem in Brasiléia ermordeten Umweltschützer benannt.
Der Bau der 154 m langen und etwa 1 Mio. US-Dollar teuren Schrägseilbrücke wurde am 11. August 2004 beschlossen, im Jahr 2006 wurde die Brücke eröffnet. Bei der Überquerung der Brücke sind keinerlei Formalitäten nötig, die vor Ort stationierten Soldaten kontrollieren weder Dokumente der Reisenden noch den Warenverkehr. Dieser ist beträchtlich, da auf der bolivianischen Seite der Grenze die Freihandelszone „Zofra Cobija“ besteht, in der die Preise für u. a. Kleidung, elektronische Geräte und Spielzeug weit unter denen in Brasilien liegen. Daher kommen viele Käufer aus der etwa 230 km weit entfernten Stadt Rio Branco, Brasilien. Etwas mehr als einen Kilometer weiter südlich, rechts des Rio Acre in Bolivien existiert jedoch noch ein weiterer Grenzübergang, an dem der größte Teil des Grenzverkehrs abgefertigt wird.
Im Februar 2012 führte der Rio Acre Hochwasser, wobei 95 % der Stadtfläche von Brasiléia überflutet und die Zufahrt zur Brücke unterbrochen wurde.
Ab 22. Februar 2024 trat der Rio Acre wieder über die Ufer, am 29. Februar 2024 sind 80 % der Fläche von Brasiléia überschwemmt und 13.000 Menschen evakuiert.